# Пісня моряка
«Пісня моряка» (англ. Sailor Song) — футуристичний роман Кена Кізі написаний у 1992 році. Сюжет твору розгортається у містечку Куїнак на Алясці, в 2020-их роках. Поява знімальної групи із Голівуду порушує спокійне життя міста. 

Героями роману виступають жителі Куїнака: моряки-риболови та корінні мешканці Північної Америки. Автор детально розповідає про кожного із них, не загострюючи уваги на жодному з характерів. Втім, серед головних героїв все ж можна виділити Ісаака Соллеса, Еміля Гріра, Елайс Кармоді, Майкла Кармоді та Ніколаса Левертова. 

Яскраво виражене звернення автора до тем мультикультуралізму та проблеми непорозуміння сучасної та традиційної культур.